# Garami Gábor (producer)
Garami Gábor (Budapest, 1952. augusztus 29. – 2019. március 23.) Balázs Béla-díjas magyar filmproducer.

## Életpályája
A Színház- és Filmművészeti Főiskola gyártásszervezői szakon szerzett főiskolai diplomát 1991-ben.
1975-ben kezdett a filmszakmában dolgozni. Először népszerű tudományos és dokumentumfilmek készítésében vett részt. A MAFILM játékfilm-főgyártásszervezésen folytatta munkáit 1978-1991 között. Az 1991-ben megalakult CINEMA-FILM produceri iroda ügyvezető producere.
A Színház- és Filmművészeti Egyetemen gyártásszervezést tanított.

## Színház
- Ballada (bemutató: 2008. november 8., Honvéd Színház), producer

## Filmjei

### Filmproducerként
- Hamvadó cigarettavég (2001)
- Csocsó, avagy éljen május elseje! (2001)
- Córesz (2002)
- A Szent Lőrinc folyó lazacai (2002)
- Tarka képzelet (2003)
- Csoda Krakkóban (2004)
- A miskolci boniésklájd (2004)
- Ősfény - Urlicht (2005)
- Oldalbordák (2005)
- Ede megevé ebédem (2006)
- Márió, a varázsló (2007)
- Három nő (2007)
- Hanna (2007)
- Az elsőszülött (2007)
- Szertartások könyve (2008)
- Felnőttfilm (2009)
- Eldorádó (2009)
- Kiki a csoportban (2010)
- A halálba táncoltatott leány (2011)
- Volt egyszer… (2011)
- Anyám és más futóbolondok a családból (2015)
- Parázs a szívnek (2018)

### Gyártásvezetőként
- A halálraítélt (1990)
- Kis Romulusz (1994)
- Wesselényi utca 13. (1996)
- "Rhapsodia demografica" (1996)
- Filmjáték mozifalván (1996)
- Fény a rácsokon I.-III. (1996)
- Babysitterek (1996)

## Díjak, jelölések
- A miskolci boniésklájd
  - 36. Magyar Filmszemle (2005) - Produceri díj
- Csoda Krakkóban
  - 36. Magyar Filmszemle (2005) - Produceri díj
- Balázs Béla-díj (2008)